# دستور إسبانيا 1978
صدر الدستور الإسباني سنة 1978 و كان خطوة مهمة لانتقال إسبانيا إلى الديمقراطية. صودق على الدستور الإسباني بالاستفتاء الشعبي يوم 6 ديسمبر 1978 وتم اعتماده بتاريخ 27 ديسمبر من نفس السنة.

## تاريخ
يرجع التاريخ الدستوري لإسبانيا لدستور 1812. بعد وفاة فرانثيسكو فرانكو سنة 1975 الملك خوان كارلوس المعروف بشخصيته القوية أقال كارلوس آرياس نابارو وعين محله المصلح أدولفو سواريث رئيسا للحكومة وسن انتخابات عامة سنة 1977 بعدها اجتمع البرلمان الإسباني، بصفته جمعية دستورية من أجل إقرار دستور سنة 1978. ونتيجة لهذا الدستور تتكون إسبانيا حاليا من 17 منطقة، المتمتعة بالحكم الذاتي ومدينتين بالاستقلال الذاتي.

## الحكومة

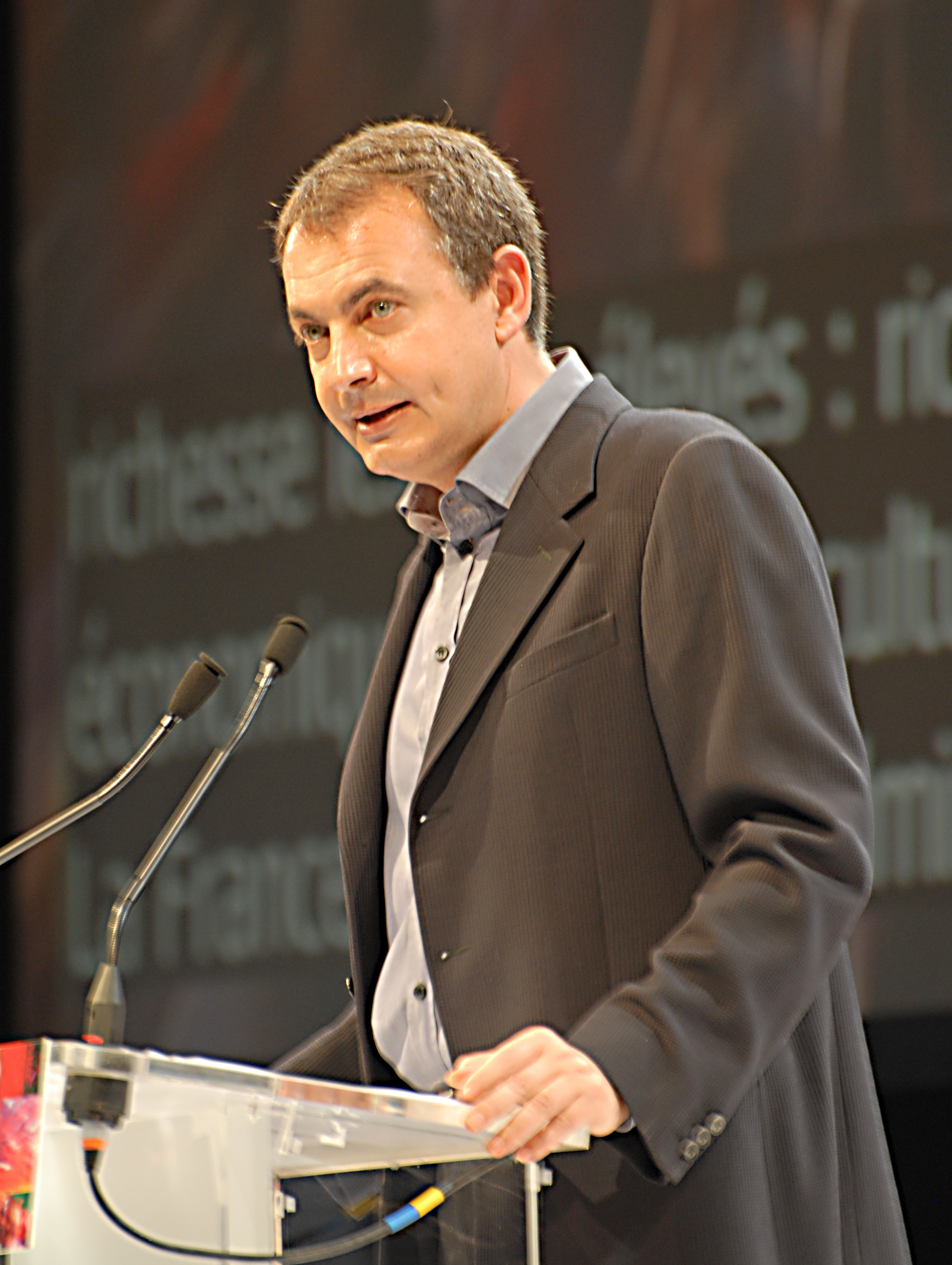
بيدرو سانشيز، رئيس الحكومة الإسبانية.

يُعد نظام إسبانيا السياسي نظامًا ملكيًا دستوريًا، وراثى من ملك وبرلمان من مجلسين، والمحاكم العامة. السلطة التنفيذية تتكون من مجلس الوزراء برئاسة رئيس الحكومة (مماثل لرئيس وزراء) يقترحه الملك وتنتخبه الجمعية الوطنية بعد الانتخابات التشريعية.
السلطة التشريعية تتكون من مجلس النواب 350 عضو ينتخبو في اقتراع شعبي على قوائم تمثيل نسبى لخدمة أربع سنين، ومجلس الشيوخ 259 عضو, 208 يتم انتخابهم بشكل مباشر عن طريق التصويت الشعبى، و51 معينين من الهيئات التشريعية الإقليمية لأربع سنين.
- رئيس الدولة: ملك إسبانيا هو فيليب السادس من 19 يونيو 2014.
- رئيس الحكومة: بيدرو سانشيز.
- مجلس الوزراء يتم تعيينه من قبل رئيس الحكومة.

تتألف الأمة الإسبانية من الناحية التنظيمية على شكل دولة مجتمعات متمتعة بالحكم الذاتي. وهي واحدة من أكثر الدول اللامركزية في أوروبا مثل سويسرا وألمانيا وبلجيكا.
يوجد بكل مناطق الحكم الذاتي للمجتمعات المحلية برلمانات منتخبة وحكومات محلية وإدارات عامة وميزانيات محلية. ولهذا فإن النظم الصحية والتعليمية وغيرها يتم إدارتها من قبل الإقليم نفسه.

## التقسيمات الإدارية
تنتظم إسبانيا سياسيا في 17إقاليمًا متمتعة بالحكم الذاتي (comunidades Autónomas) و مدينتين بالحكم الذاتي (ciudades Autónomas) -- سبتة ومليلية.
توجد سبعة من المجتمعات المستقلة، حيث تتكون كل واحدة منها من محافظة واحدة: استورياس، وجزر البليار، كانتابريا، لاريوخا، مدريد ومورسيا ونافارا.
| - (01) إقليم الباسك (País Vasco) - (02) إقليم كانتابريا (Cantabria) - (03) إقليم أستورياس (Asturias) - (04) إقليم جاليسيا (Galicia) - (05) إقليم كاتالونيا (Cataluña) - (06) إقليم ڤالينسيا (Comunidad Valenciana) - (07) إقليم مورسيا (Murcia) - (08) كاستيا لا منتشا (Castilla-La Mancha) | - (09) إقليم إكستريمادورا (Extremadura) - (10) إقليم مدريد (Madrid) - (11) إقليم نافارا (Navarra) - (12) إقليم أراغون (Aragón) - (13) إقليم كاستييا و ليون (Castilla y León) - (14) إاقليم لا ريوخا (La Rioja) - (15) إقليم أندلسيا (Andalucía) - (16) جزر الكناري (Islas Canarias) - (17) جزر البليار (Islas Baleares) |

## العلاقات الخارجية
عادت الديموقراطية لإسبانيا بعد وفاة فرانكو سنة 1975، وصارت من أولويات السياسة الخارجية لإسبانيا هي الخروج من العزلة الدبلوماسية وتوسيع العلاقات الدبلوماسية العالمية والدخول في المجموعة الأوروبية، وتحديد العلاقات الأمنية مع الغرب. بصفتها عضو في حلف شمال الأطلسي من 1982 أثبتت إسبانيا انها من أبرز المشاركين في الأنشطة متعددة الأطراف بخصوص الأمن الدولي.

## النزاعات الإقليمية
- أراضي تطالب بها إسبانيا: يوجد نزاع إقليمي مع المملكة المتحدة على منطقة جبل طارق، وهي 6 كيلومتر مربع من أقاليم ما وراء البحار التابع للمملكة المتحدة. منطقة جبل طارق هي جزء من جنوب شبه الجزيرة الايبيرية، حيث غزته بريطانيا سنة 1704 خلال حرب الخلافة الإسبانية كما غزت مينوركا وتخلت عنها في النهاية لإسبانيا في 1802 بموجب معاهدة أميان.

تمت تسوية الوضع القانوني لجبل طارق في سنة 1713 بمعاهدة أوتريخت، حيث تخلت عنه إسبانيا للأبد لأراضي التاج البريطاني.
- أراضي مستعمرة من طرف إسبانيا وتطالب بها دول أخرى:

تطالب المغرب بالمدينتين سبتة، ومليلية وبلازاس دي سوبيرانيا أي الجزر المغربية المتلاصقة مع الساحل الشمالي المغربي.
لا تعترف البرتغال بسيادة إسبانيا على أراضي اولڤينزا.